# Слободяник Сара
Слободяник Сара (нар. 24 квітня 1924, Одеса — пом. 4 лютого 1942, Алмати) — радянська та українська шахістка. Чемпіонка України із шахів серед жінок 1939 року.

## Біографія
Народилася 24 квітня 1924 року в Одесі.
З 12 років почала займатися шахами в Одеському палаці піонерів у шахістів 1 категорії, тренерів Селіма Палавандова (учасник чемпіонату УРСР із шахів 1936 року), Олексія Коваля та Дмитра Руссо. Сара вчилася в одній групі з Юхимом Геллером: "Поступила велика група дітей, і серед них виявилися двоє особливо талановитих. Це 12-річні Сара Слободяник та Юхим Геллер. Вона грала тільки з хлопчиками і ні в чому їм не поступалася: ні в грі, ні в «шаховому дзвоні» (Спогади Б. Ліменіса).
У 1938 та 1940 роках здобула перемоги у чемпіонатах Одеси. При цьому турнір 1940 року закінчила із стовідсотковим результатом, перемігши в усіх партіях. Серед учасниць турніру були майбутні чемпіонки України Берта Корсунська та Циля Фрід, а також сильна шахістка Пупкевич (перемагала Л.Руденко у 1929 році).
У віці 15 років стала чемпіонкою України 1939 року з результатом 8,5 очок з 10 (випередила Т.Добровольську, Е.Гольдберг, Л.Коган, Карліну). За підсумками турніру отримала 2 категорію.
Невдовзі після початку німецько-радянської війни була евакуйована до Казахської РСР, де важко захворіла та померла (за іншими даними, померла з голоду) 4 лютого 1942 року у віці 17 років.
Нажаль партії шахістки відсутні у базах даних. Також зберіглася нечітка фотографія Слободяник під час партії з Євгенією Бігловою.